# Ayi Kwei Armah

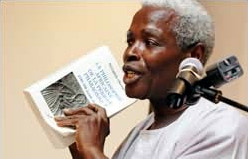
Armah, 2010

Ayi Kwei Armah (Sekondi-Takoradi, 28 de octubre de 1939) es un escritor ghanés.

## Biografía
Nació en el seno de una familia de habla fante y desciende por vía paterna de la familia real ga.
En 1959 se fue a estudiar a Massachusetts, Estados Unidos, donde se licenció en sociología en Harvard. Posteriormente vivió en Argelia donde trabajó como traductor en Révolution Africaine. En 1964 volvió a Ghana, y fue guionista de la Ghana Television y profesor de inglés.
Entre 1967 y 1968 fue editor de la revista Jeune Afrique de París. Entre 1968 y 1970 estudió un máster de escritura creativa en la Universidad de Columbia. En los años 1970, trabajó como profesor en Tanzania y Lesoto. En los años 1980 vivió en Dakar, Senegal y enseñó en la Universidad de Wisconsin-Madison

## Publicaciones
- Fragments (1971).
- Why Are We So Blest? (1972)
- Tho Thousand Seasons (1973)
- The Healers (1979)
- Osiris Rising (1995)